# 충청대학교 박물관
충청대학교 박물관(忠淸大學校 博物館, Chung Cheong University Museum)은 충청북도 청주시에 위치한 대한민국의 대학 박물관이다. 드물게 전문대학에서 설치한 박물관 중 하나이다. 주로 불교 문화재를 비롯한 역사적 문화재를 2,000여점 소장하고 있었으나, 학교와 학교법인의 경영난 등으로 2017년 2월 폐관했다.

## 같이 보기
- 충청대학교